# PlayStation 4
PlayStation 4（プレイステーション フォー、略称: PS4）は、ソニー・コンピュータエンタテインメント（略: SCE、現: ソニー・インタラクティブエンタテインメント (SIE)）が2013年11月15日に発売した家庭用ゲーム機。
2016年11月10日には4K解像度 (2160p) などに対応したハイエンドモデルとしてPlayStation 4 Pro (PS4 Pro) が発売された。

## 概要
PlayStation 3 (PS3) の次世代機である。米国とカナダで2013年11月15日に発売され、発売24時間で100万台以上を販売した。日本では約3か月後の2014年2月22日に発売された（「各国の発売日」も参照）。
本機のハードウェアはPS3で採用された自社開発Cellプロセッサ路線を廃止して、ソフト開発が容易な汎用のx86アーキテクチャとなり、これに伴い過去ハードのディスクソフトが遊べる後方互換機能も廃止された。また、PS3では対応していたCDプレーヤー機能やDTCP-IP等が本機では非対応となっている。
一方で、本機はネットワーク機能が強化されており、バックグラウンドで自動ダウンロード・インストールする機能や、自分のプレイ動画を公開したりフレンド間でゲームプレイ中継を行うといった「シェア」機能や、スマートフォンやタブレットなどを利用した「リモートプレイ」機能を備えており、過去ハードのクラシックゲームもネット経由を中心に提供されるようになった。（→#機能）
また、別売りのPlayStation VRと「VR対応」と表示されたゲームソフトを用意することで、没入感のあるバーチャルリアリティ・ゲーム（VRゲーム）を楽しめるということも、これまでのPlayStationにはなかった本機の特徴のひとつである。

## 沿革

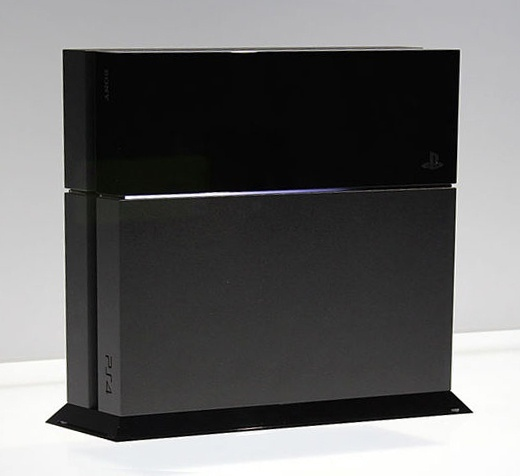
E3 2013に展示されたPS4の本体
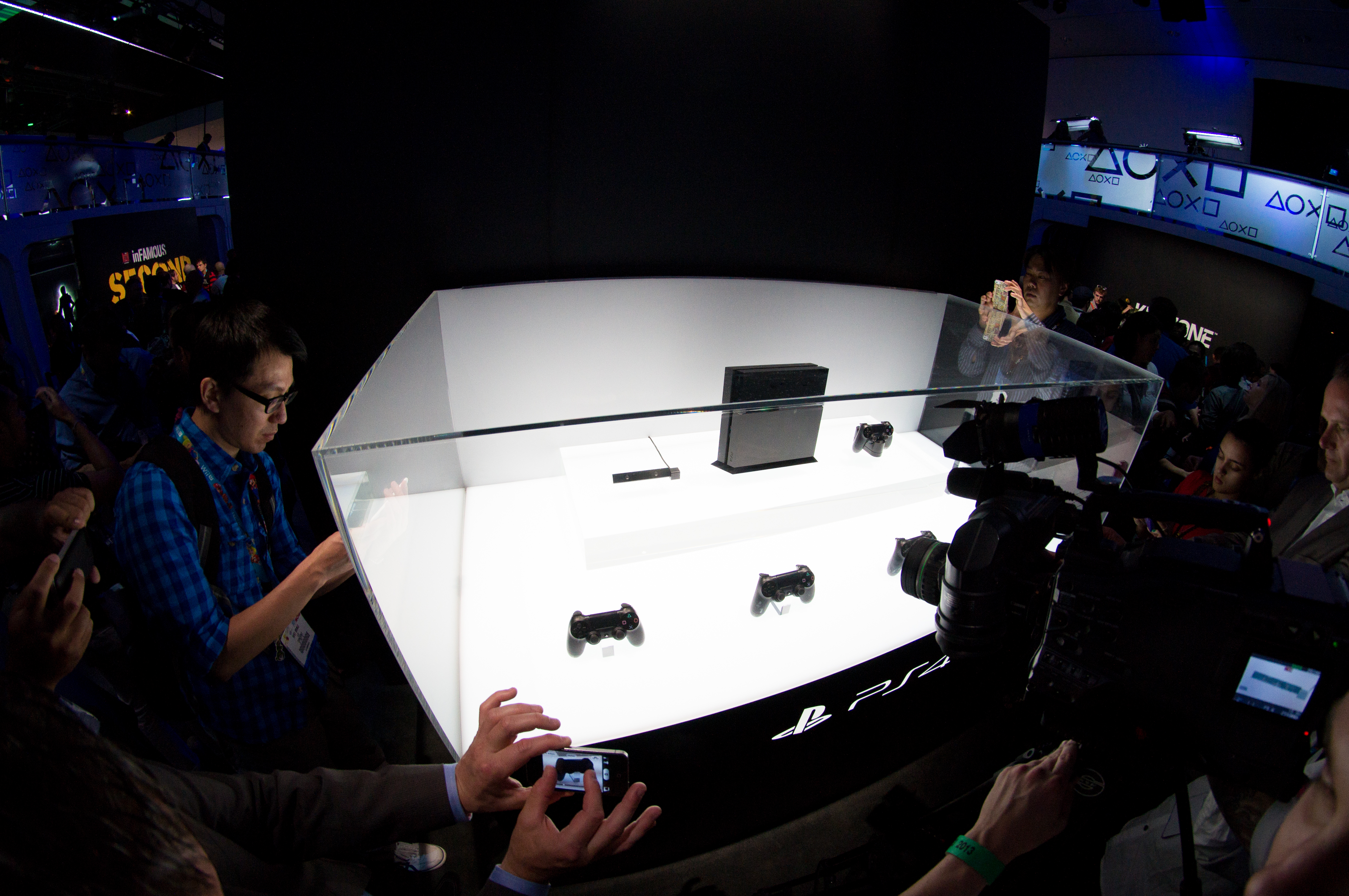
本体が初披露された「E3 2013」でのショーケース

- 2008年
  - SCEで「PlayStation 4」の開発プロジェクト始動[19]。
- 2013年
  - 2月20日（東部標準時） - アメリカ・ニューヨークで行われたイベント「PlayStation Meeting 2013」にて発表された[12]。この際コントローラのデザインについては公開されていたが、本体のデザインは未公開であった[12]。
  - 3月27日（太平洋標準時） - アメリカ・サンフランシスコで行われた『Game Developers Conference』にて、SCEAにより「Overview of PS4 for Developers」と題したプレゼンテーションが行われ、開発者と設計側から見たPlayStation 4の技術的な解説がされた[20]。
  - 6月10日（太平洋標準時） - アメリカ・ロサンゼルスで開催されたElectronic Entertainment Expo (E3) にてSCEがプレスカンファレンスを行なった[21]。また隅井徹のデザインによる平行四辺形型のPS4本体を初披露した[22]。
  - 6月11日 - SCEのプレスリリースより、PlayStation 4 Eyeの名称変更、HDD容量、AVマルチ端子の廃止などが明らかとなった（詳細は「参考文献」を参照）。さらに価格についても399米ドル、399ユーロ、349ポンドであることが発表され、同日発表されたXbox Oneの価格より米国価格で100ドル安いことが大きな衝撃をもって迎えられた[23]。またElectronic Entertainment Expo 2013にて中古ソフトの規制などは行わず、ディスク版ソフトにおけるオフラインプレイでのネット認証なし[24]、原則としてリージョンフリーであることも発表された[25]。
  - 8月20日（中央ヨーロッパ時間） - ドイツ・ケルンで行われた『gamescom（GC）』にて、SCEEプレスカンファレンスが行われ、欧米での発売日などが明らかになった[26]。
  - 9月9日 - 東京都内で行われた『SCEJA Press Conference 2013』にて、日本国内での価格と発売日、和製ゲームタイトルなどを発表した[27]。
  - 9月19日 - 千葉県・幕張メッセで行われた『東京ゲームショウ2013』にて日本国内で初の一般お披露目となった。SCEは「TGSフォーラム2013」にて基調講演を行い、リモートプレイやスマートフォンとの連携などが発表された[28]。
  - 11月15日 - 北米での販売開始[29]。
  - 11月29日 - 欧州、オーストラリア、ニュージーランド、南米で発売。
- 2014年
  - 2月14日 - スマートフォン、タブレット端末のコンパニオンアプリ『PlayStation App』日本版を公開[30]。
  - 2月22日 - 日本で発売[31]、価格は39,980円(税抜)
  - 6月10日 - torne PS4配信開始[32]。
- 2015年
  - 9月15日 - 欧州・米国よりも普及が遅れている日本市場でのテコ入れを目的として、同年10月1日よりPS4の日本国内価格を34,980円に値下げすることを発表[33]。
- 2020年
  - 4月30日 - CUH-2200AB01を除くCUH-2200シリーズとCUH-7200CB01の生産を終了[34]。
  - 9月30日 - CUH-7000シリーズ（PS4 Pro）の全モデルの生産を終了[34]。
  - 12月25日 - CUH-1000シリーズ、CUH-1100シリーズのアフターサービスの受付を終了。
- 2022年
  - 1月31日 - CUH-1200シリーズのアフターサービスを終了[35]。
- 2023年
  - 12月 - ソニーストアでの販売が終了[36]。

### 実売台数
- 2013年
  - 11月16日 - アメリカおよびカナダにおいて発売後24時間で100万台以上の実売を達成[9]。
  - 12月1日 - 世界累計210万台の実売を達成[37]。
  - 12月28日 - 世界累計420万台の実売を達成[38]。
- 2014年
  - 3月2日 - 世界累計実売600万台を達成[39]。
  - 4月6日 - 世界累計実売700万台を達成[40]。
  - 8月10日 - 世界累計実売1000万台達成[41]。また、PS4向けソフトウェアの販売店及びPlayStation Storeでの累計販売本数が3000万本を突破[42]。
  - 10月21日 - ドイツ国内での累計販売台数が100万台を越える[43]。
  - 12月18日 - フランス国内での累計販売台数が100万台に達したとTwitterのPlayStation Franceアカウントにより発表された[44]。
- 2015年
  - 1月4日 - 世界累計実売台数1850万台を達成[41]。2014年の年末・年始商戦期に実売410万台、「プレイステーション プラス」累計加入者数1090万を突破。
  - 1月7日 -日本での販売台数が100万台を突破。
  - 3月4日 - 世界累計実売台数2020万台を達成[45]。
  - 11月14日 -日本での販売台数が200万台を突破。
  - 11月25日 - 世界累計実売台数3020万台を達成[46]
- 2016年
  - 5月26日 - 世界累計実売台数4000万台を達成[47]
  - 7月7日 -日本での販売台数300万台を突破。
  - 12月7日 - 世界累計実売台数5000万台を達成[48]
  - 12月28日 -日本での販売台数400万台を突破。
- 2017年
  - 7月21日 -日本での販売台数500万台を突破。
  - 12月7日 - 世界累計実売台数7000万台を達成[49]
- 2018年
  - 1月14日 -日本での販売台数600万台を突破。
  - 8月1日 - 世界累計実売台数8220万台を達成[50]。
  - 8月21日 -日本での販売台数700万台を突破。　
  - 10月31日 - 世界累計実売台数8610万台を達成[51]。
- 2019年
  - 1月8日 - 世界累計実売台数9160万台を達成[52]。
  - 12月31日 - 世界累計実売台数1億600万台を達成[41]。
- 2022年
  - 9月30日 - 世界累計実売台数1億1350万台を達成[53]。

### 各国の発売日
北米での発売を皮切りに、ヨーロッパ、南米、オセアニア、アフリカ、中東、そしてアジア圏と続いた。特に香港・韓国・台湾でのアジア先行発売は大きな驚きをもって現地に受け入れられ、台湾メディアの記者には感状極まり涙を流す者も居たという。中華圏を除き、日本でのPS4の発売は最も遅れてしまったため、日本においては発売に先駆けて公開されたティーザーCMで「日本凱旋」と銘打ち、世界中のリリース・イベントをダイジェストで流すという演出が取り入れられた。
| 2013年11月15日 | アメリカ合衆国、 カナダ |
| 2013年11月29日 | イギリス、 アイルランド、 フランス、 ベルギー、 オランダ、 ルクセンブルク、 ドイツ、 スイス、 オーストリア、 イタリア、 スペイン、 ポルトガル、 デンマーク、 スウェーデン、 ノルウェー、 フィンランド、 ポーランド、 ロシア、 オーストラリア、 ニュージーランド、 ブラジル、 アルゼンチン、 チリ、 コロンビア、 コスタリカ、 エルサルバドル、 グアテマラ、 メキシコ、 パナマ、 ペルー |
| 2013年12月13日 | 南アフリカ共和国、 アラブ首長国連邦、 サウジアラビア、 クウェート、 カタール、 バーレーン、 オマーン、 チェコ、 スロバキア、 ギリシャ、 トルコ、 ボリビア、 ニカラグア、 パラグアイ、 ウルグアイ、 ベネズエラ |
| 2013年12月17日 | 香港、 韓国 |
| 2013年12月18日 | 台湾 |
| 2013年12月19日 | シンガポール |
| 2013年12月20日 | マレーシア |
| 2014年1月6日   | インド |
| 2014年1月9日   | インドネシア |
| 2014年1月14日  | フィリピン、 タイ |
| 2014年2月22日  | 日本 |
| 2015年3月20日  | 中国 |
| 2016年1月6日   | ベトナム |

## ハードウェア
アーキテクチャは、PlayStation 3とは異なりPCのものに近い。メインメモリの帯域幅は176 GB/秒で速く、その量も8GBと潤沢なので、ゲーム制作会社は表現力豊かなゲーム開発がより効率的に行え、非常に多数の要素がゲーム世界内で同時に存在するような大規模なゲームも実現でき、また、大容量のメモリを利用してデータをあらかじめ背後で読み込んでおくことで、ゲームの場面転換などでの待ち時間が減り、前世代機よりも快適なゲーム体験を可能とする。
PlayStation 4の設計にあたっては、ゲーム開発機と同じ一般的なPCの構造を踏襲しつつ、ゲーム開発者の力を活かすことが最優先とされた。
特に、従来の傾向からすれば、ゲーム機としては破格の8GB（ゲーム用には5.5GB）も確保されたメモリの容量は開発者から好評であり、CPU用で256MB，GPU用で256MBしか確保されなかったPS3と比較して、非常に開発しやすい環境に変わった。メモリスワップによる動作のもたつき発生を防ぐため、PlayStation 4でも仮想メモリは使用できないような制約が掛けられている。ユニファイドメモリの採用により、GPUとCPUの取り扱うメモリ空間を共通化し高速なプログラムの開発を容易にした。
メインプロセッサには、既にPC向けに大量生産されている、AMDのx86-64アーキテクチャCPUのカスタム品が用いられている。
CPUとOSはゲーム用と非ゲーム用のシステムが複数稼働しており、スリープ中でもサイドCPUがソフトウェアのアップデート等の最低限の通信を行う「レストモード」が追加。レストモード中は本体の電源ランプがオレンジ色になるが、PS4のOSの仕様上の都合から電源ケーブルを抜くことが許可されていない。また、CUH-1000系モデルとPS4 ProはS/PDIF端子を搭載する最後のソニー製ゲーム機となった。コントローラーにはShareボタンが搭載され、ゲームの模様を録画、配信などの操作を簡便に行えるSNS時代に即した新機能を搭載した。
CPUとGPUに統一されたアドレス空間が提供され、それぞれが相互のメモリー使用領域へ直接アクセスできる。
Supercharged PC ArchitectureコンセプトにおけるSupercharged、つまりPC仕様を超える独自強化の部分についてPlayStation 4のリードアーキテクトであるマーク・サーニーは、非常に多くの点があるが代表的なものは4つあると語っている。
- CPUとGPUの間で高速にデータを転送できる機構。
- GPU内のキャッシュ・メモリーからの書き戻し回数を減らす機構。
- 演算やグラフィックス描画の処理について多階層で優先順位を付けられる調停機構。
- CPUの前処理をGPUに肩代わりさせる機能。

以上の代表的な4点は全てメインプロセッサー関係である。

### CPU
CPUにはx86-64命令セットを持つ低消費電力かつ低発熱な4コア「Jaguar」を2基搭載しており、各CPUはそれぞれが持つ2MBのL2キャッシュを4つのコアで共有する。各コアは命令キャッシュ32KBおよびデータキャッシュ32KBのL1キャッシュを持っており、全体では512KBとなる。
JaguarはAMDの一般に出荷される製品における前世代となるBobcatからパフォーマンスを向上させたもので、ゲーム機において特に重要となる浮動小数点の演算性能についてはSIMD浮動小数点演算（浮動小数点のベクトル演算）ユニットが旧来の64ビット幅から128ビット幅となり性能の倍増が図られている。

### GPU
GPUのコアはGCN（Graphics Core Next）系アーキテクチャで、搭載する18個のCU（コンピュートユニット）はそれぞれ16レーンのSIMD演算ユニットを4個持つ。動作クロックは800MHzであり、計1,152個の積和算ユニットを持つことから単精度浮動小数点の演算性能は1.84TFLOPSとなる。
PS3のRSXはDirectX 9世代の拡張アーキテクチャを採用していたが、本機では2世代進んだDirectX 11世代となる。グラフィックスパイプラインにはプリミティブの増減・出現・消失をGPU単体で行えるようになるジオメトリシェーダー、プリミティブの分割・増減・変位をプログラマブルに行えるテッセレーションステージが加えられており、命令セットや機能も多く追加された。RSXのベースとなったG70まで分かれていたピクセルシェーダーやバーテックスシェーダーは統合され、ユニファイドシェーダー構成となっている。
GPUに関してはAMDの基本設計に対しSCEが多くのカスタマイズを施している。後述するGPGPUと純粋なグラフィック処理を混在できるようなGPU制御や、それに併せたGPGPU用のタスク制御機能の拡充などが行われた。提供されるAPIはPS3やPS Vita向けに提供されているものと同様の形態となり、抽象化レイヤーのないローレベルなものとなる。これはよりパフォーマンスを追求するためであり、OpenGLなどに慣れ親しんだ開発者向けに別途オーバーヘッドの少ないラッパーAPIとそのソースコードも提供される。

### GPGPU
本機ではGPUでグラフィック処理以外の汎用演算処理を行うGPGPUが特に重視されている。GPUはその特性から単純な演算の繰り返しに長けており、浮動小数点演算においては本機のGPUはCPUに対して11.5倍も高速に処理を行うことができ（FLOPS比）、物理演算などを担わせれば高い性能を発揮することができる。PS3のCellに搭載されたSPUコアもSIMD浮動小数点演算を得意としていたが、本機ではこれをGPGPUによって担わせている。
GPGPUはGPUでグラフィック処理と汎用演算の双方を行うものであるが、グラフィック描画処理を実行する中で適宜余った性能を汎用演算に振り分けるという事は難しく、そのためグラフィック処理を抑え汎用演算のために性能を余剰させなければならないこと、加えて特にNVIDIAのGPUではグラフィック処理と汎用演算で内部メモリーの扱い方が異なるため、その都度モードを切り替える必要があり双方を同時に実行できない事などが問題点だった。そこで本機ではPS3で活用されたSPURS（SPU Runtime System; 余ったSPUなどのリソースを仮想化し自律的に演算処理を行わせる仕組み）を参考に、グラフィック処理と汎用演算を効率よく同時に行うことができるようカスタマイズが施されているとされる。その例としてGPUコアからL1/L2キャッシュをバイパスし10GB/sの帯域幅で直接メインメモリーを読み書きできるようになっていること、L2キャッシュに新たにvolatileタグが設けられメインメモリーに直接書き込むデータを区別できるようにされており結果としてGPUのキャッシュメモリーをすべてグラフィック処理用に効率よく割くことができるようになっていることなどが挙げられている。これらによりGPGPUをCPUのような感覚で容易に行うことができるとされている。
GPGPUを支援するものとして前述のHSAなどがあるが、このようなアーキテクチャに基づいた統一的なプログラミング言語およびAPIを利用した場合は開発が容易になる反面処理効率を高めることが難しくなることから、SCEはまず独自の最適化技術を用いた独自シェーダー (PlayStation Shader Language; PSSL) を提供する。またそれに続いてより深いレベルでのハードウェアアクセス、中期段階としてOpenGLやDirectXなどの汎用API対応および完全なハードウェアアクセスも提供していくとした上で、長期的には開発を容易にするためCPUとGPUで同じプログラミング言語を使えるようにすることが目標とされている。

### オーディオDSP
オーディオDSPにAMD TrueAudio technologyが採用されている。

### メインメモリー
メモリ周りのアーキテクチャはPCと比べて特殊な構造になっている。メインメモリは、これまでもっぱらビデオカード用のVRAMなどに用いられてきた広帯域なGDDR5を8GB搭載する。このメモリ拡充により、従来ソニー製ゲーム機で問題視されてきたメモリ容量の少なさは解消された。帯域幅は176GB/sであり、PS2に搭載されていたVRAMの48GB/sを超えることとなったほか、PS3に搭載されていたXDR DRAMの25.6GB/sと比較しても約7倍もの転送速度を誇る。汎用のDDR3では192ビットインターフェイスでようやく40GB/sに届くとしており、SIEはその帯域幅の広さを強調している。
開発初期は8GBではなかったものの、メーカーサイドのクリエイターの意見を反映して、コストがかかるものの8GBを実現している。
本機ではCPUとGPUが統合されたAPU直結となるので用途別にメモリー接続バスを分ける必要がなく共有となった。
メモリーは256ビットバスでAPUに接続されている。
メモリーには16個の4Gビットチップ(CUH-1000シリーズ、CUH-1100シリーズ)、または8個の8Gビットチップ(CUH-1200シリーズ、CUH-2000シリーズCUH-2100シリーズ)を搭載し、帯域幅から256ビットインターフェイス、5.5GT/s の転送量を持つと見られている。
8GBあるメインメモリーのうち、ゲームが使える容量はゲーム開発者には知らせてあるものの一般には非公開である。OSや非ゲームアプリケーション動作用の「システムリザーブ領域」が有る。

### メインプロセッサー
メインプロセッサーにはAMD製のPS4専用にカスタマイズされたAPU（CPUとGPUを統合したシングルチップ・プロセッサー）を搭載し、CPUには64ビットのカスタム「Jaguar」2基（計8コア）、GPUには1.84テラFLOPSの単精度浮動小数点演算性能を持つRadeonのカスタム品が採用されている。TSMCの28nmプロセス生産ラインで製造されている。

### セカンダリープロセッサー
セカンダリープロセッサーには、メインプロセッサ用のメモリとは別に32MBのファームウェアと256MBの専用メモリが接続されており、メインプロセッサ用のファームウェアのロード、ゲームのサスペンドやレジューム、ネットワークのトラフィックコントロールをするなど、I/O制御用のサブシステムとなっている。
このセカンダリープロセッサーによりバックグラウンドでのアップロード・ダウンロード処理など、ストレージアクセスとダウンロードプロセスはすべてこのチップにより担われており、常に電源が供給され本体の電源が切られている間も常時ダウンロードを継続するとされる。このチップはメインCPUに比べて省電力であり、大きな電力を消費するメインCPUをダウンロードのためだけに待機中動作させ続ける（本体の電源を入れておく）必要がなくなっている。

### エンコーダー・デコーダー
PS4には動画の共有などに使用するためのハードウェア エンコーダー・デコーダーも搭載されている。これは単独で搭載されていてAPUやセカンダリープロセッサーから処理の委託を受ける。
動画のエンコード・デコードのほかゲーム内の音声を再生するための圧縮音源デコード、オーディオチャットなどにも使用できる。この機能搭載によってリアルタイムのゲーム画面録画やゲームプレイリアルタイム中継等のエンコード・デコードにおいても、CPU、メインメモリー、帯域を一切使用しないと説明されている。
このビデオ圧縮用のハードウェアを用いることで、PlayStation Vita (PS Vita) を用いたリモートプレイをほとんどオーバーヘッドなく行える。

### ストレージ
ローカルストレージとして全モデルにハードディスクドライブを搭載していて、初期モデルは500GBである。CUH-1200BB01は1TBを搭載する。内蔵HDDはPS3同様に交換可能である。
HDD格納場所は横置きにした場合の、BDドライブの上に当たる。本体を縦置きにした場合の上半分のパネルが取り外し可能になっており、そこに取り付けられている。
対応ドライブは、2.5インチ、5400RPM、SATA 2インターフェイス、160GB以上の容量かつ9.5mmまでの厚さに対応。160GB以上である理由は、セットアップ時の初期状態で92GB以上の領域をデフォルトでシステムが確保するためで、デフォルト構成のアプリケーションが使用する作業域を確保したり、ファームウェアのアップデート用のデータを格納したりするには、最低でも160GB以上の容量が必要であるためである。そのため、初期出荷モデルが標準で500GBのHDDを内蔵していても、空き容量はセットアップ時に408GB程度になっている。
USB 3.0端子による記憶領域の外部増設についてはシステムソフトバージョン4.50にてサポートされた。
認識できる容量は250GB以上かつ8TBまでで、USB 3.0以上に対応した外付けストレージを利用することが出来る。外部ストレージに移動できるのはデータのみで、OSといったシステム領域は内蔵ストレージのみでしか扱えない。
内蔵HDDインターフェースであるSATA 2の最大データ転送速度は300MB/s、USB 3.0の最大データ転送速度は500MB/sで理論上は外付けのほうが高速だが、実際のゲームでの計測結果では、高速なストレージであるSSDを使用する際のロード時間短縮を内蔵HDDとの交換と外付けで比較した場合、ほぼ同じか内蔵HDD交換の方が高速化される傾向にあった。PS4本体の起動や終了、スリープおよび復帰といったシステム自体の速度向上に関しては内蔵ストレージ交換のみのメリットである。後述のPS4 proに関しては、内蔵HDDインターフェースがSATA 3（最大データ転送速度600MB/s）であるため、通常型PS4以上に高速化が可能である。

### オーディオ・ビジュアル
PS4 Proのみ、4K解像度 (2160p) に対応しSD出力（480iと480p)には対応していない。
Blu-ray Discビデオ再生（UHD Blu-ray ディスクは非対応）、DVDビデオ再生に対応する。スーパーオーディオCDの読み込みには対応せず、コンパクトディスク (CD) については読み込みは対応するものの音楽再生機能は持たない。USBストレージ機器内のMP3やAACファイルの再生機能はシステム・ソフトウェア2.0で実装された。Ver.2.50ではFLACやDSEEにも対応。メディアプレイヤーは後付であり、PlayStation Store上から無料でダウンロード可能。また、DLNAにも対応しているが、nasneによる再生を除きDTCP-IPに非対応。
縦置きにした時に本体上部になる箇所には、HDMI、DTS-HDマスターオーディオ7.1、ドルビーTrueHD、Blu-ray Discの各ロゴマークが見て取れる。製品ではDTS-HDマスターオーディオデコーダーがPS4発売時点最新の7.1が搭載される事がDTSから発表された。それに伴い本体表記のDTS-HDロゴも変更されている。PS4は同デコーダー初の搭載製品となる。オブジェトベースオーディオ（Dolby AtmosとDTS:X）には、Blu-ray Discからのビットストリーム出力を除いて非対応である。
発表時ではAVマルチ端子が搭載予定だったが、後に変更されて映像出力はHDMIに統一される事となった。
このためHDMI端子を持たない機器（ハイビジョンブラウン管テレビなど）では使用できない（変換機器やセレクタを使った接続は可能だがサポート対象外になる）。PS4 Proでは最低出力画質が720pのため、HDMI入力が480p、1440p以外に対応していない機器では使用できない。
システムソフトウェアバージョン4.00以降は明暗部を再現し、色幅を広範囲にするハイダイナミックレンジ(HDR)出力に全モデルが対応した）。
なお、HDMIについては、ゲームを含むどんな映像データであろうと、HDCP (High-bandwidth Digital Content Protection) 規格に対応していない機器をHDMIケーブルで接続すると、PS4からの映像および音声を出力できないことがユーザーズガイドで明言されている。この仕様は出力する映像データの著作権保護が目的であるため、シェア機能で投稿可能なゲームの映像についてはHDCP認証を一時的に無効化する修正を行うことで外部機器での録画ができるようにするファームウェアのアップデートがされた。

#### サポートするビデオディスク
サポートするビデオディスクを以下に列挙する。
Blu-ray Disc
- BD-ROM (BDMV)

Blu-ray/DVDのハイブリッドディスクを含む。
PS3用BD-ROMに関しては、基本的にすべて非対応となるものの、2014年に行われた「PS3版を所持すると通常より安くPS3版のディスクを購入できるセール（アップグレードプログラム）」で購入されたダウンロード版PS4用作品のセキュリティ認証ではPS3用BD-ROMが必要。このような事態は、PS5ではこの方式でダウンロードされたゲームを起動できないので発生しない。
また、PS4版ディスクの特典で割引・または無償購入を使い、PS5用のダウンロード版作品を入手した後、PS5本体でプレイする場合はPS4のディスクが必要になる。
- BD-R/RE (BDAV)

BD-RE ver1.0は除く。ファイナライズされていないものはサポートしない。
- Blu-ray 3D （ソフトウェア・アップデートにより対応。PS VR対応。PS5は非対応。）

DVD
- DVD-ROM
- DVD-R/RW (video mode, VR mode)
- DVD+R/RW

AVCHDおよびCPRMをサポート。
ただし、ファイナライズされていないものはサポートしない。
以下のものはサポートしない。
- CD-DA
- Video CD
- DVD-RAM
- BD-RE ver.1.0
- BD-R/RE XL

### 仕様
| メインプロセッサー        | メインプロセッサー | AMD製カスタムAPU（シングルチップ） |
|                           | CPU | “Jaguar” 8コア（x86-64） |
| GPU                       | Radeonカスタム品 - CUH-1000/1200/2000: 1.84TFLOPS - CUH-7000: 4.20TFLOPS | |
| セカンダリープロセッサー  | セカンダリープロセッサー | 省電力カスタムCPU - サウスブリッジ部分の処理も担当 |
| メインメモリー            | メインメモリー | 8GB GDDR5+256MB DDR3 - システム・グラフィック共用 CUH-7000: 8GB GDDR5+1GB DDR3 |
| 外形寸法（幅×高さ×奥行き) | 外形寸法（幅×高さ×奥行き) | - CUH-1000/1200: 約275 mm × 53 mm × 305 mm - CUH-2000: 約265 mm × 39 mm × 288 mm - CUH-7000: 約295 mm × 55 mm × 327 mm |
| 質量                      | 質量 | - CUH-1000: 約2.8 kg - CUH-1200: 約2.5 kg - CUH-2000: 約2.1 kg - CUH-2100: 約2.0 kg - CUH-7000: 約3.3 kg - CUH-7100: 約3.2 kg |
| 光学ドライブ              | 光学ドライブ | 読み出し専用 Blu-ray Disc/DVD/CDドライブ |
|                           | BD | 6倍速（角速度一定） |
| DVD                       | 8倍速（同上） | |
| CD                        | （理論的にはCDプレーヤー機能を付けることはできたが、海外で需要がないためプレイヤー機能は搭載されていない。PS5以降はディスクドライブからCD読み取り機能が完全に削除され、挿入した場合は約1分の試行錯誤後に「読み取れないディスク」として扱われる） | |
| 入出力                    | 入出力 | - USB 3.0×2/CUH-2000: USB 3.1 Gen.1×2/CUH-7000: USB 3.1 Gen.1×3 - スタンバイ中も給電される - AUX端子×1（PlayStation Camera用） |
| 通信                      | 通信 | - イーサネット (1000BASE-T) - 無線LAN - CUH-1000/1200:IEEE 802.11 b/g/n - CUH-2000/7000:IEEE 802.11 a/b/g/n/ac - Bluetooth - CUH-1000/1200:Bluetooth 2.1(EDR) - CUH-2000/7000:Bluetooth 4.0                                        |
| 出力端子                  | 出力端子 | - HDMI（ブラビアリンク対応、v1.4a/CUH-7000: 2.0b）、インタレース(1080i)対応 - 全モデルでHDR10出力に対応しているため、2.0b相当のマシンパワーに初期型もフォームウェア変更でアップグレードされている - 光デジタル（CUH-2000を除く）   |
| ストレージ                | ストレージ | - Serial ATA 2.0/CUH-7000: Serial ATA 3.0 |
| 電源                      | 電源 | AC電源端子100 - 240 V, 50/60 Hz（電源ユニット内蔵、Pro型以外は2軸円型ケーブル、Pro型は2軸台形型ケーブルで初期型PS3モデルのケーブルを流用可能） 定格消費電力252 W 最大消費電力250 W/CUH-1200: 230 W/CUH-2000: 165 W/CUH-7000: 310 W |
| オペレーティングシステム  | オペレーティングシステム | FreeBSDベース |
| 動作環境温度              | 動作環境温度 | 5 - 35℃ |

## システムソフトウェア
当機のシステムソフトウェアには、"Orbis OS"と呼ばれるFreeBSD 9.0ベースのOSが用いられている。
マルチタスクに対応している。つまり様々な処理を並行処理したりバックグラウンド処理することが可能なので、たとえばゲームAをプレイしている最中にゲームBをダウンロードすることもできる。また、あるゲームの序盤をプレイするのに必要最低限の部分をダウンロードした段階でプレイヤーにプレイを許し、残りの部分はプレイしている最中にバックグラウンド処理でダウンロードし続けることも自動的に行うことができる。この機能つまりPS Storeからゲームをダウンロードする際に、完全にダウンロードが終了する前からそのゲームをプレイし始めることができるインスタントプレイ機能をSIEは「PlayGo」と呼んでいる。
自動的に更新データを提供する機能はもともとはPlayStation Plusのサービスであったが、PS4の場合は「スタンバイモード」により無料で自動的にダウンロードが可能。
PS4はPS3同様にマルチユーザーに対応していて、一台に対して複数アカウントを設定可能で使用者を切り替えることが出来る。さらにPS4ではマルチユーザーに加えて、マルチアカウントで、最大4人まで同時サインインが可能。PS4がある場所に集うローカルでの対戦でPlayStation Network (PSN) アカウントを持ち寄った対戦が可能になった。
システムソフトウェアは最新のバージョンに更新しておくことが推奨されている。更新が必要な理由のほとんどはPSNのセキュリティの向上・同期のためであり、更新しない場合は本体更新のデータの取得以外でPSNの機能をほとんど利用できなくなる場合がある。設定画面でシステムソフトウェアの自動更新の項目に「✔」（チェックマーク）をつけておけば自動的に最新版に更新される。
PS4のユーザインタフェースは「PlayStation Dynamic Menu」と呼ばれている。

## 機能

### コントローラ
PS4の標準コントローラーはDUALSHOCK 4。デフォルトでは有線接続してもBluetoothでコントローラーが接続。この他、PS Move用のコントローラー、PlayStation VR用ヘッドセットが接続可能。DUALSHOCK 4はPCに接続する場合は通常MicroBのUSB端子を利用した有線接続、スマートフォンに接続する場合はShareボタンとPSボタンを3秒長押ししてコントローラーをペアリング待機状態にする必要がある。ただし、前世代機であるPS3のコントローラーDUALSHOCK 3・SIXAXISは使用できない。

### セカンドスクリーン
PS Vita、iPhoneやiPad、Android搭載のスマートフォンやタブレット端末に専用のソフト「PS4 Second Screen」（ピーエスフォー　セカンド　スクリーン）をインストールすることで、ネットワークを通じてそれらの機器を本機と連携した第二の画面として使用できる。なお、リモートプレイは「PS Remote Play」（ピーエス　リモート　プレイ）のインストールが必要。
ゲームのプレイ中にテレビ画面には納まらない情報を手元の機器で表示したり、フレンドがプレイ中の本機の画面を観覧する、外出時にフレンドのアクティビティを見たりPS Storeで買い物をする等のPS4外部端末としての利用等といった使用方法が挙げられている。また、文字入力時にセカンドスクリーン端末のタッチキーボードを使用できる。ただし、セカンドスクリーンおよび第三者の企業がPS4と連動できるように開発したコンパニオンアプリはPS5ではライセンス関係の搭載が省略されたため使用不可能。
特にPS Vitaとの連携は特別なものであり、システムレベルの連携が考慮されている。ただし、実際に連携できた機能は「PS4 Link」アプリ上からのリモートプレイとセカンドスクリーン、ゲーム内のセーブデータのPs Plus経由の手動連携、PS Vita TV(PlayStation TV)におけるDUALSHOCK 4の接続くらいである。
スマートフォン、タブレット端末のPlayStation Appは2014年2月14日に公開され、Android 4.0以降、iOS 6以降に対応する。最大16台までのスマートフォン、タブレット端末をPS4に登録可能になっている。

### リモートプレイ
本機は、スマートフォン（AndroidスマホやiPhone）・タブレット（AndroidタブレットやiPad）・PS Vitaなどの画面に本体の映像を転送しかつ本体をコントロールできる「リモートプレイ」機能を備えている。ローカルネットワーク（LAN）内だけでなく、外出先でもWifi接続、またはモバイルデータ通信状態にしていればリモートプレイが可能とされている。（PS VitaではWi-Fi接続が必須とされ、モバイルデータ通信時は接続できない仕様となっている。）
対応端末はPS Vita（Vita側要システムソフトウェア3.00以上）とPS Vita TV（PS4側要システムソフトウェア1.70以上、Vita TV側要システムソフトウェア3.15以上）、Androidスマートフォンやタブレット (Android 5.0以降)、iPhoneやiPad等のiOSデバイス（iOS 12.1以降）、Windows PCやMacintosh。
スマホやタブレットの場合、操作には画面上に表示される仮想ボタンやスティックを使用する。DUALSHOCK 4とBluetooth接続して使用することも可能である。
PS Vitaでリモートプレイをする場合、PS Vitaに存在しないL2/R2、L3/R3ボタンは、前面や背面タッチパッドで代用するなどのカスタマイズも可能なようにPS Vitaのクライアントを開発している。
ストリーミング映像の解像度は、PS4本体およびクライアント機器によって異なり、360p/540p/720p(PS4 Pro本体とAndroid/iOS端末、Windows PC、Macの接続時のみ出力可能)に対応する。
フレームレートは、すべてのクライアント機器で「標準」「高」から選択できるが、「高」選択時はゲームプレイの録画機能が一時停止される。安定したストリーミングを行うためには、ネットワーク品質に合わせて設定する必要がある。PS4 Proのみ1080pも指定可能。
なおPS4のリモートプレイ機能は、PS3のリモートプレイよりも性能が良くなっている。PS3ではリモートプレイ用に転送する映像をCPUで変換する必要などがあり、個別のゲームソフトごとにリモートプレイに対応するため特別な実装を行うなど困難を伴うものであったが、本機ではこの処理をシステム側で対応するようになり、操作ボタン配置の相違などを考慮するだけで対応できるようになった。またPS3では本体のリモートプレイと本体の映像出力を同時に行えなかったが、本機では同じ画面を同時に出力するミラーリングや、それぞれに個別の画面を出力することなどが可能となっているとされている。リモートプレイへの切替は、PS3の時のように予めリモートプレイモードに切り替えるものではなく、何時でも切り替えられるものになっている。カメラ対応など物理的な理由によるもの等を除いて、ほとんどのPS4専用ソフトをリモートプレイで楽しめる。

### カスタムサウンドトラック
ゲーム中にバックグラウンドで好きな曲を再生することができる「カスタムサウンドトラック」機能は、PS3ではソフト側で対応しているタイトルのみだったが、PS4ではUSBストレージ機器の曲が本体側で対応している。なお、対応していたSony Entertainment Networkの有料サービスである「Music Unlimited」は2015年3月で終了し後継サービスのSpotifyによる「PlayStation Music」へと移行した（日本では2016年9月29日よりサービス開始）。

### シェア
本機は新たに「シェア」機能を搭載している。ゲーム内容は常時録画され、コントローラに新たに設けられた「SHAREボタン」を押すことによって現在進行中のゲーム動画をインターネット上に配信すること（実況プレイ）や、録画されたゲーム動画やスクリーンショットを切り出して共有できるようになっている。
フレンド間や他のプレーヤーでゲームプレイ中継が行えるようになり、コメントをリアルタイムで受け取ることも可能である。「セカンドスクリーン」機能によってフレンド側の観戦はPS Vitaに限らずスマートフォン・タブレットにも対応する。
ただし、このシェア機能に対しては、ゲーム側の設定により、ネタバレに繋がる等のシーンを公開禁止にしたり、ゲーム中の音声をオフにしたりといった制限を加えられるようになっている。
- 利用できるオンラインサービス[127]
  - スクリーンショットのアップロード - Facebook、Twitter
  - ビデオクリップ（プレイ動画）のアップロード - Facebook、YouTube
  - ブロードキャスト（配信） - Twitch、ニコニコ生放送、YouTube、Ustream（終了[128]）、Dailymotion（終了[129]）

ブロードキャスト（配信）は視聴者が観戦するだけではなく、何かしらの「アクション」を起こして、そのゲームをプレイしている人に介入できる仕組みも用意されている。
- シェアプレイ[130][127]
  - 画面の共有
  - ビジターがあなたに代わってプレイする
  - 一緒にゲームをプレイする

このシェアプレイはフレンドであることが前提条件である。

### フレンド
元々PSNが持っているフレンド登録機能だが、本機ではソーシャル・ネットワーキング・サービス (SNS) との連携が行われ、実名をより積極的に利用する方針となっている。SNSから取り込まれたフレンドには実名を表示するといったことが可能となった。
PSNのIDに対して既に登録されている実名の他に、プロファイル写真も登録可能になった。フレンドの間で「実名リクエスト」を行い、双方で合意が取れればそのID間では実名とプロファイル写真が公開される。つまり、フレンドには匿名フレンドと実名フレンドの2種類が存在することになる。これはシステム上でもゲーム上でも同じ扱いになる。なので実際の友人の場合には、実名フレンド化するとIDの識別が早い効果がある。
登録最大数が従来の100人から2000人に拡張される。

### クラウドゲーム
互換とは異なるが、一方でクラウド型ゲームサービスを提供するGaikaiを買収（子会社化）しており、同社の技術を用いて、まずはPS3タイトルをPS4でのストリーミングで遊べるサービスを提供し、その後に長期的な目標として全てのプレイステーションコンテンツを提供することが予告された。またPlayStation Storeからゲームをダウンロードする前にストリーミングで試遊するサービスなども同様に2014年に提供とされた。
2014年1月7日にラスベガスで開催されたCESで前述のGaikaiによるクラウド型ゲームサービスが、PlayStation Nowという名称で正式発表された。PS3とPS2のゲームに対応する。2014年夏に北米でオープンベータテストが開始され、日本でも2015年9月からβサービスの提供が開始された。150タイトル以上が配信されている。2022年にはPlayStation NowはPlayStation Plus(プレミアム）に統合。

### Webブラウザー
World Wide Webを閲覧可能なウェブブラウザを標準搭載している。WebKitをベースにしていて、Flashには対応していない。HTML5に対応しており、HTML5のページであれば動画が埋め込まれたページでも表示可能である。

### システム言語
各国のPlayStation 4では、本体の表示言語をチェコ語・ドイツ語・英語・スペイン語・フランス語・インドネシア語・イタリア語・ハンガリー語・オランダ語・ノルウェー語・ポルトガル語・ロシア語・ルーマニア語・フィンランド語・ポーランド語・スウェーデン語・ベトナム語・トルコ語・ウクライナ語・アラビア語・ギリシャ語・日本語・韓国語・タイ語・中国語に変更することが可能。

### いつも使うPS4
PS4ではユーザーの持つダウンロード版ゲームコンテンツの扱いが変更されている。「いつも使うPS4」としてPSNアカウントにPS4を登録すると、そのPS4の主利用者（プライマリーユーザー）としてPSNアカウントに機器登録される。その場合いくつかの特権がそのPS4に対して認められる。この機能はダウンロード版作品をオフライン環境下で使えるようにするDRM認証などの役割を果たす。
以下に、「いつも使うPS4」登録したPS4を持っているユーザーの立場から見たダウンロード版ゲームの扱いを示す。
|                              | いつも使うPS4 | それ以外のPS4 |
| ---------------------------- | --- | --- |
| プライマリーユーザー（自分） | - 主権を持つ。 - 自分がPlayStation Plus会員の場合は、フリープレイゲームも利用可能。 - プライマリーユーザーが購入したDL版ゲーム本編はPS4本体がオフラインの状態でもDRM認証が保存されるため、本体を完全に初期化するまでは引き続きプレイできる状態のままになる。 - 「いつも使うPS4」本体を変更する場合、PS5含む全PSシリーズ本体の認証を一度に解除する処理が必要であるが、この解除処理は6か月一回しかできない。 | - サインインしている間だけ自分のDL版ゲームが使える。そのPS4に無い時はダウンロードも可能。 - そのPS4のプライマリーユーザーが持つDL版ゲームも使える。 - 自分またはそのPS4のプライマリーユーザーが、PlayStation Plus会員の場合は、会員同様にオンラインマルチプレイが利用可能になる。 - 自分がPlayStation Plus会員の場合は、フリープレイゲームもサインインの間その本人が利用可能。 |
| その他のユーザー             | - プライマリーユーザーのDL版ゲームが使える。プライマリーユーザーがサインアウトしても一度プライマリユーザーが購入したDL版ゲームは引き続き遊べる。この権利は購入後であればオフラインの状態でも適用される。 - プライマリーユーザーが、PlayStation Plus会員の場合は、会員同様にオンラインマルチプレイが利用可能になる。                                                                                        | - 原則として、プライマリーユーザーが購入したDL版作品はPS4本体をインターネットにつなぎ続ければプレイ可能。 - そのPS4のプライマリーユーザーがPlayStation Plus会員の場合は、会員同様にオンラインマルチプレイが利用可能になる。 - その本人がPlayStation Plus会員の場合は、フリープレイゲームもサインインの間その本人が利用可能。 - プライマリーユーザーが複数のPS4にサインインし、なおかつ全ての本体が「いつも使うPS4」に登録されていない状態で、プライマリーユーザー以外が該当する複数の本体で同時にサインインしてプライマリーユーザーのDL版作品を遊ぶ場合、一台の本体で同一のゲーム本編1本しか遊ぶことができない。同一のゲーム本編を二台以上の本体で遊ぼうとすると、先に遊んでいた本体のゲーム本編が強制終了する。これは一つの購入権しか存在しないゲーム本編を多人数で使いまわすプレイを避けるための手法である。 |

- それぞれのPS4のプライマリーユーザーが持つDL版ゲームは、使用時にプライマリーユーザー本人のサインインは不要。使用は既にインストール済みのゲーム限定となる。他人が勝手にダウンロードする事は出来ない。
- 同時にサインイン可能なPS4の台数は「いつも使うPS4」以外には1台のみなので、他のPS4にサインインした場合は、用が済んだ時にサインアウトした方が良い。
- 「いつも使うPS4」として登録できるのはPSNアカウントに対して1台のみであり、その登録解除はその設定を行った「いつも使うPS4」自身でしか出来ない。
- PS3、PSP、PSP go、PSVita、PSVita TVでは「機器認証」によってこれとほぼ同義のDRM認証を行う。PS4以降と異なりある程度の台数の同時認証が許容され、認証解除はペナルティなく該当するPS3/PSVitaなどの本体があればいつでも可能であるが、購入したビデオコンテンツの使いまわしに関してのみ90日に三回までの認証制限がある[134]。
- PS5では「いつも使うPS4」と同義の「コンテンツ共有とオフラインプレイ」と呼ばれる機能が設定内に存在する。

## バリエーション
PS4ではPS3が搭載されているHDDは引き継いでおり、また発売時期や地域によって様々な機能の差異が存在している。

### 初期型
のちに発売された薄型モデルに対して、日本国外では「PlayStation 4 Fat」と呼ばれることがある。

#### CUH-1000系

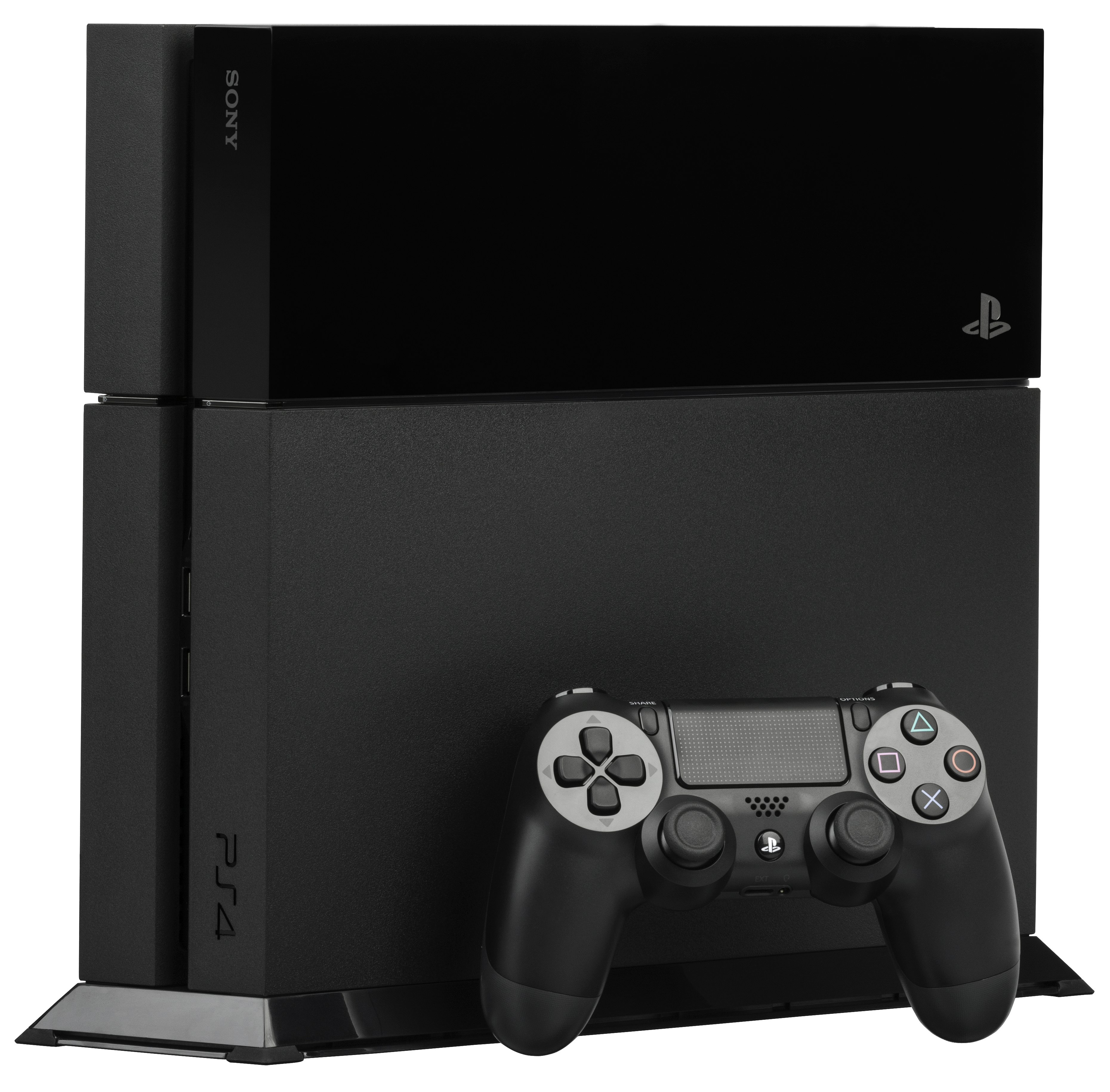
CUH-1000系

希望小売価格は39,980円（税別）。PS2初期モデル（SCPH-30000 - SCPH-55000）に搭載されていたベイ（HDDカバー）、PS3初期モデルに搭載されていたタッチセンサー方式の電源スイッチ、ディスクイジェクトスイッチが復活。また、スロットローディング方式も復活している。また、PS1、PS2、PS3機能に非対応、CUH-1000シリーズ、CUH-1100シリーズは、部品在庫の枯渇により2020年12月25日（金）をもってアフターサービスの受付を終了した。
| 型番         | 名称                                            | 発売日        |
| ------------ | ----------------------------------------------- | ------------- |
| CUH-1000AB01 | ジェットブラック 500GB                          | 2014年2月22日 |
| CUH-1000AA01 | ジェットブラック 500GB PlayStation Camera同梱版 | 2014年2月22日 |
| CUH-1100AB01 | ジェットブラック 500GB                          | 2014年9月30日 |
| CUH-1100AB02 | グレイシャー・ホワイト 500GB                    | 2014年10月9日 |
| CUH-1100AA01 | ジェットブラック 500GB PlayStation Camera同梱版 | 2015年4月1日  |

| 型番            | 名称                                                            | 発売日         | 備考                                        |
| --------------- | --------------------------------------------------------------- | -------------- | ------------------------------------------- |
| CUHJ-10000      | First Limited Pack                                              | 2014年2月22日  |                                             |
| CUHJ-10001      | First Limited Pack with PlayStation Camera                      | 2014年2月22日  |                                             |
| MGSV-GZ5000     | METAL GEAR SOLID V GROUND ZEROES FOX EDITION                    | 2014年3月20日  | ソニーストア限定販売                        |
| CUHJ-10002      | 2014 FIFA World Cup Brazil Limited Pack                         | 2014年6月5日   |                                             |
| CUHJ-10003      | 2014 FIFA World Cup Brazil Limited Pack with PlayStation Camera | 2014年6月5日   |                                             |
| CUH-1000AB01/LU | The Last of Us Remastered Limited Edition                       | 2014年8月21日  | ソニーストア限定販売                        |
| CUHJ-10005      | Destiny Pack                                                    | 2014年9月11日  |                                             |
| CUHJ-10005/DE   | Destiny Pack Limited Edition                                    | 2014年9月11日  | ソニーストア限定販売                        |
| CUH-1100A A20   | PlayStation®4 20周年アニバーサリー エディション                 | 2014年12月3日  | ソニーストア限定販売 全世界合計12,300台限定 |
| CUHJ-10006      | ドラゴンクエスト メタルスライム エディション                    | 2014年12月11日 |                                             |
| CUHJ-10007      | Grand Theft Auto V Pack                                         | 2014年12月11日 |                                             |
| CUH-1100AB/GE   | GOD EATER 2 RAGE BURST Edition                                  | 2015年2月4日   | ソニーストア限定販売                        |
| CUH-1100AB/RK   | 龍が如く0 桐生一馬 Edition                                      | 2015年3月12日  | ソニーストア限定販売                        |
| CUH-1100AB/RM   | 龍が如く0 真島吾朗 Edition                                      | 2015年3月12日  | ソニーストア限定販売                        |
| CUHJ-10008      | FINAL FANTASY 零式 HD 朱雀エディション                          | 2015年3月19日  |                                             |
| CUH-1100AB/OP   | ワンピース 海賊無双3 Special Edition                            | 2015年3月26日  | ソニーストア限定販売                        |
| CUH-1100AB/BL   | Bloodborne Limited Edition                                      | 2015年3月26日  | ソニーストア限定販売                        |
| CUH-1100AB/NP   | 新次元ゲイム ネプテューヌVII ネクストパープル Edition           | 2015年4月23日  | ソニーストア限定販売                        |
| CUH-1100AB/NW   | 新次元ゲイム ネプテューヌVII ノワール Edition                   | 2015年4月23日  | ソニーストア限定販売                        |
| CUH-1100AB/SM   | 新次元ゲイム ネプテューヌVII 守護女神 Edition                   | 2015年4月23日  | ソニーストア限定販売                        |
| CUH-1100AB/FF   | FINAL FANTASY XIV HEAVENSWARD EDITION                           | 2015年6月23日  | ソニーストア限定販売                        |
| CUH-1100AB/BM   | バットマン：アーカム・ナイト KNIGHT EDITION                     | 2015年7月16日  | ソニーストア限定販売                        |
| CUH-1100AB/SB   | 戦国BASARA 10th Anniversary Edition                             | 2015年7月23日  | ソニーストア限定販売                        |

#### CUH-1200系
希望小売価格は39,980円。2015年10月1日より34,980円に改定。CUH-1100との違いは、CUH-1100から8％の消費電力低減と10％の軽量化をし、HDDカバー表面は本体と同様のシボ加工にマイナーチェンジされた。CUH-1000系の電源スイッチ、ディスクイジェクトスイッチはタッチセンサーだったが、この世代より物理的ボタンに変更となった。CUH-1200シリーズは 2022年1月31日（月）をもって部品在庫の枯渇によりアフターサービスの受付を終了した。
| 型番         | 名称                         | 発売日        |
| ------------ | ---------------------------- | ------------- |
| CUH-1200AB01 | ジェットブラック 500GB       | 2015年6月24日 |
| CUH-1200AB02 | グレイシャー・ホワイト 500GB | 2015年6月24日 |
| CUH-1200BB01 | ジェット・ブラック 1TB       | 2015年12月3日 |

| 型番          | 名称                                                                          | 発売日         | 備考                              |
| ------------- | ----------------------------------------------------------------------------- | -------------- | --------------------------------- |
| CUHJ-10009    | METAL GEAR SOLID V LIMITED PACK THE PHANTOM PAIN EDITION                      | 2015年9月2日   |                                   |
| CUH-1200AB/AM | アルスラーン戦記×無双 Limited Edition                                         | 2015年10月1日  | ソニーストア限定                  |
| CUHJ-10010    | コール オブ デューティ ブラックオプスⅢ リミテッドエディション 1TB             | 2015年11月6日  | 日本国内では初の1TB HDD搭載モデル |
| CUH-1200AB/SG | ソードアート・オンライン ゲームディレクターズ・エディション 《Aincrad》 Model | 2015年11月19日 | ソニーストア限定                  |
| CUH-1200AB/JJ | ジョジョの奇妙な冒険 アイズオブヘブン Limited Edition                         | 2015年12月17日 | ソニーストア限定                  |
| CUH-1200AB/RK | 龍が如く 極 Edition                                                           | 2016年1月21日  | ソニーストア限定                  |
| CUH-1200AB/DB | ドラゴンクエストビルダーズ エディション                                       | 2016年1月28日  | ソニーストア限定                  |
| CUH-1200AB/SF | ストリートファイターV スペシャルパック（全4種あり）                           | 2016年2月18日  | ソニーストア限定                  |
| CUH-1200AB/DS | DARK SOULS III Limited Edition (HDDは500GBと1TBの2種あり)                     | 2016年3月24日  | ソニーストア限定                  |
| CUH-1200AB/SO | スターオーシャン5 エディション                                                | 2016年3月31日  | ソニーストア限定                  |
| CUH-1200AB/PO | ファンタシースターオンライン2 エディション                                    | 2016年4月20日  | ソニーストア限定                  |
| CUHJ-10011    | アンチャーテッド リミテッドエディション                                       | 2016年4月26日  |                                   |
| CUH-1200AB/BH | バイオハザード スペシャルパック                                               | 2016年6月23日  | ソニーストア限定                  |
| CUH-1200AB/HM | 初音ミク -Project DIVA- スペシャルパック                                      | 2016年6月23日  | ソニーストア限定                  |

### 薄型モデル

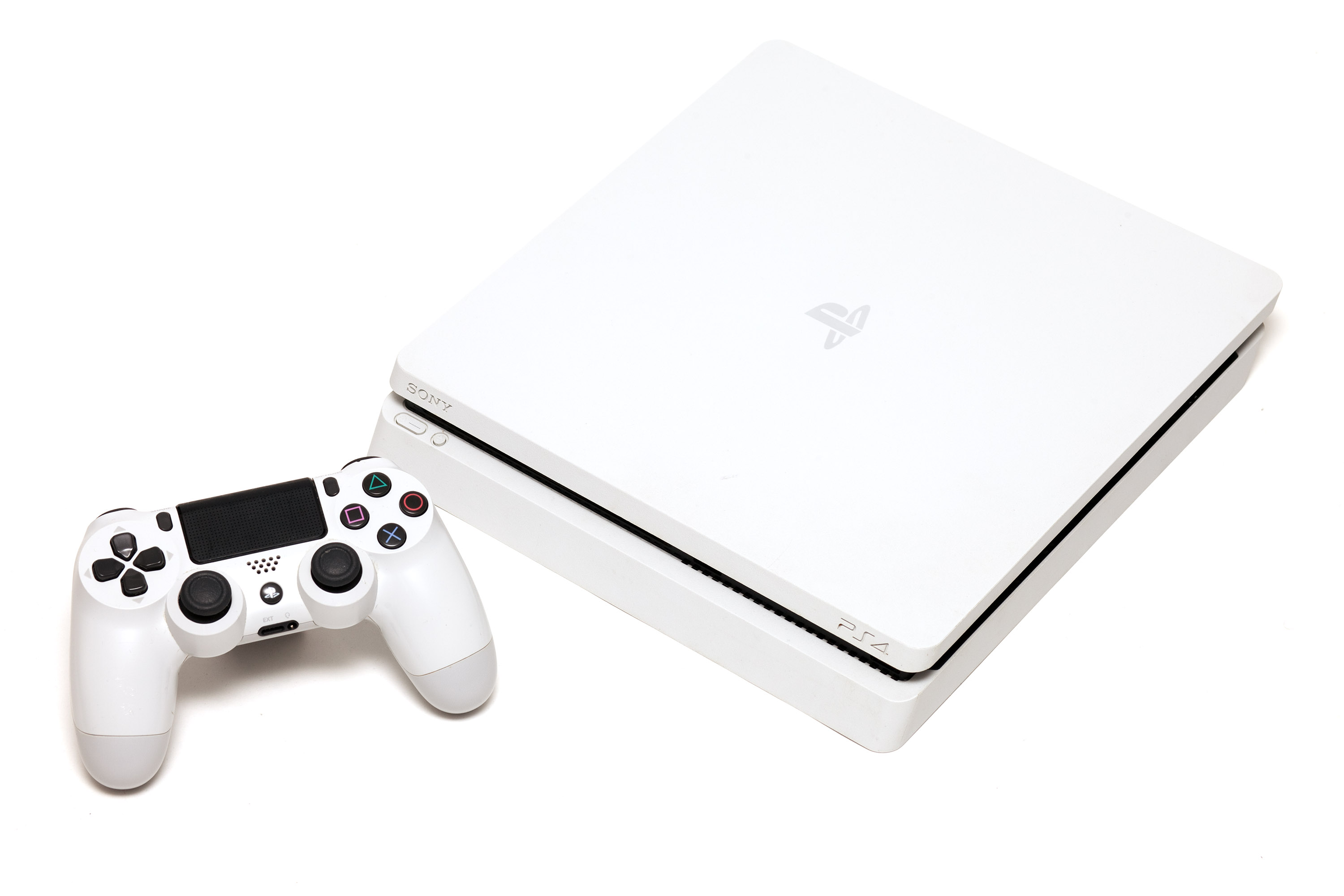
CUH-2000系 (PS4 Slim)（グレイシャー・ホワイト）

薄型モデルにはCUH-2000系があり、それぞれ「CUH-2000」「CUH-2100」「CUH-2200」が存在する。
従来モデルより小型薄型化した「CUH-2000」は日本では発売当初「新型」と呼ばれた。日本国外では「PlayStation 4 Slim」と呼ばれることがある。
CUH-2000の希望小売価格は29,980円（税別）。小型・軽量化の低価格モデル。主な変更点は筐体デザインの変更、USB 3.0 ×2からUSB 3.1 Gen.1 ×2に変更、IEEE 802.11ac及びBluetooth 4.0の対応、光デジタル端子の削除等。また、CUH-1200系までは電源ランプが本体上面の中央部分を横断するライン状だったが、この世代より電源ボタン部分に内蔵した小型のランプに変更となった。
| 型番         | 名称                         | 発売日        |
| ------------ | ---------------------------- | ------------- |
| CUH-2000AB01 | ジェット・ブラック 500GB     | 2016年9月15日 |
| CUH-2000BB01 | ジェット・ブラック 1TB       | 2016年9月15日 |
| CUH-2000AB02 | グレイシャー・ホワイト 500GB | 2017年2月23日 |
| CUH-2000BB02 | グレイシャー・ホワイト 1TB   | 2017年2月23日 |
| CUH-2100BB01 | ジェット・ブラック 1TB       | 2017年7月4日  |
| CUH-2100AB01 | ジェット・ブラック 500GB     | 2017年7月24日 |
| CUH-2100AB02 | グレイシャー・ホワイト 500GB | 2017年7月29日 |
| CUH-2100BB02 | グレイシャー・ホワイト 1TB   | 2017年7月29日 |
| CUH-2200BB01 | ジェット・ブラック 1TB       | 2018年6月25日 |
| CUH-2200AB01 | ジェット・ブラック 500GB     | 2018年7月2日  |
| CUH-2200BB02 | グレイシャー・ホワイト 1TB   | 2018年7月5日  |
| CUH-2200AB02 | グレイシャー・ホワイト 500GB | 2018年8月2日  |

| 型番                                                  | 名称                                                                             | 発売日         | 備考             |
| ----------------------------------------------------- | -------------------------------------------------------------------------------- | -------------- | ---------------- |
| CUHJ-10012                                            | Persona 5 Starter Limited Pack                                                   | 2016年9月15日  |                  |
| CUHJ-10013                                            | FINAL FANTASY XV LUNA EDITION                                                    | 2016年11月29日 |                  |
| CUHJ-10014                                            | 龍が如く6 Starter Limited Pack                                                   | 2016年12月8日  |                  |
| CUH-2000AB01/KH (HDD 500GB) CUH-2000BB01/KH (HDD 1TB) | KINGDOM HEARTS 15th ANNIVERSARY Edition                                          | 2017年1月12日  | ソニーストア限定 |
| CUH-2000AB01/NA (HDD 500GB) CUH-2000BB01/NA (HDD 1TB) | NieR:Automata Emil Edition                                                       | 2017年2月23日  | ソニーストア限定 |
| CUHJ-10015                                            | ドラゴンクエスト ロト エディション                                               | 2017年7月29日  |                  |
| CUH-2100AB01/CR (HDD 500GB) CUH-2100BB01/CR (HDD 1TB) | Code：Realize 〜彩虹の花束〜 Special Edition                                     | 2017年8月24日  | ソニーストア限定 |
| CUH-2100AB01/SK (HDD 500GB) CUH-2100BB01/SK (HDD 1TB) | 英雄伝説 閃の軌跡III Special Edition                                             | 2017年9月28日  | ソニーストア限定 |
| CUHJ-10016                                            | グランツーリスモSPORT リミテッドエディション                                     | 2017年10月19日 |                  |
| CUHJ-10017                                            | FIFA 18 Pack                                                                     | 2017年9月29日  |                  |
| CUHJ-10018                                            | コール オブ デューティ ワールドウォーII リミテッドエディション                   | 2017年11月3日  |                  |
| CUH-2100AB01/MK (HDD 500GB) CUH-2100BB01/MK (HDD 1TB) | 初音ミク Project DIVA Future Tone DX スペシャルパック                            | 2017年11月22日 | ソニーストア限定 |
| CUH-2100AB01/K2 (HDD 500GB) CUH-2100BB01/K2 (HDD 1TB) | 龍が如く 極２ Edition                                                            | 2017年12月7日  | ソニーストア限定 |
| CUHJ-10022                                            | MONSTER HUNTER: WORLD Starter Pack Black                                         | 2018年1月26日  |                  |
| CUHJ-10023                                            | MONSTER HUNTER: WORLD Starter Pack White                                         | 2018年1月26日  |                  |
| CUH-2100AB01/SM (HDD 500GB) CUH-2100BB01/SM (HDD 1TB) | 真・三國無双８ Edition                                                           | 2018年2月8日   | ソニーストア限定 |
| CUH-2100AB01/HG (HDD 500GB) CUH-2100BB01/HG (HDD 1TB) | 北斗が如く Edition                                                               | 2018年3月8日   | ソニーストア限定 |
| CUH-2100AB01/VC (HDD 500GB) CUH-2100BB01/VC (HDD 1TB) | 戦場のヴァルキュリア４ Limited Edition                                           | 2018年3月21日  | ソニーストア限定 |
| CUH-2100AB01/OD (HDD 500GB) CUH-2100BB01/OD (HDD 1TB) | カリギュラ オーバードーズ Limited Edition                                        | 2018年5月17日  | ソニーストア限定 |
| CUH-2100ABZN                                          | Days of Play Limited Edition                                                     | 2018年6月8日   |                  |
| CUHJ-10026                                            | MONSTER HUNTER: WORLD Value Pack                                                 | 2018年7月26日  |                  |
| CUH-2200AB01/KD (HDD 500GB) CUH-2200BB01/KD (HDD 1TB) | KINGDOM HEARTS III EDITION                                                       | 2019年1月25日  | ソニーストア限定 |
| CUH-2200AB01/JF (HDD 500GB) CUH-2200BB01/JF (HDD 1TB) | JUMP FORCE Edition                                                               | 2019年2月14日  | ソニーストア限定 |
| CUH-2200BBZR                                          | Days of Play Limited Edition                                                     | 2019年6月7日   |                  |
| CUHJ-10030                                            | モンスターハンターワールド：アイスボーン マスターエディション Starter Pack Black | 2019年9月6日   |                  |
| CUHJ-10031                                            | モンスターハンターワールド：アイスボーン マスターエディション Starter Pack White | 2019年9月6日   |                  |
| CUH-2200AB01/PR_CUH-2200BB01/PR                       | ペルソナ５ ザ・ロイヤル LIMITED EDITION ジェット・ブラック                       | 2019年10月31日 |                  |
| CUH-2200AB02/PR_CUH-2200BB02/PR                       | ペルソナ５ ザ・ロイヤル LIMITED EDITION グレイシャー・ホワイト                   | 2019年10月31日 |                  |
| CUHJ-10035                                            | FINAL FANTASY VII REMAKE Pack                                                    | 2020年4月10日  |                  |

### PlayStation 4 Pro
PlayStation 4 ProにはCUH-7000系があり、それぞれ「CUH-7000」「CUH-7100」「CUH-7200」が存在する。
CUH-7000の発売当初の希望小売価格は44,980円（税別）、2018年10月より39,980円。PSプラットフォームとしては初めてのハイエンドモデル（新たな世代のコンソールではなく、専用ゲームはない）。モデルチェンジサイクルの新しい提案とされる。
基本的な仕様はCUH-2000系に準ずるが、CUH-7000ではハードスペックがフルHDから4K仕様に強化されている。これにより、アップコンバート適用中のBD再生画質はソニー製を含めて市場に出回っている高級BDプレーヤーをも上回るほどに向上。「PS4 Pro Enhanced」と表記されたゲームソフトをプレイする場合は一部の映像表現が通常版PS4よりも強化されるが、解像度が全ての作品においてネイティブ2160pに強化されるわけではなく、テクスチャの解像度に関しても飛躍的なアップコンバートは行われない。CUH-2000系で廃止となったライン状の電源ランプは、横置き時の本体前面の下側スリットが光る形での搭載となっている。
一方、画面出力画質は480iと480pに非対応となり、新たに2160pが追加。最低の画面出力画質が720pとなり、D2映像ケーブルより前の画質しか出力できない規格のテレビとのHDMI接続が不可能となった。
- ゲームの疑似4K描画またはアップスケール[143]
  - 基本的にフル4K描画は行わない。PS4 Pro対応アプリケーションでは、2560×1440ピクセルや2840×1600ピクセルなどといったフルHDを超える適当な解像度でレンダリングしこれを4K解像度にアップスケールして出力。既存のPS4対応アプリケーションでは、単純に4K解像度にアップスケールして出力。テクスチャとレンダリングの強化が基本であり、3Dモデルそのもののポリゴン数が増えるわけではない。
- 4K Blu-ray/UHD Blu-rayには非対応。これはPS4の映像デコーダーチップがh265に対応していないためである。[1]
  - 従来モデル同様にDVDビデオとBlu-ray Discの再生には対応。DVDビデオなどのSD映像の再生については、最低出力画質が720pのためアップコンバートされてからの映像出力となる。
  - DVD/Blu-rayについては4Kへのアップコンバート性能が強化されているが、PS5のディスクプレイヤーでは4Proからアップコンバート性能が上昇していない[144]。
- HDMI 2.0bに対応、USBが1基追加、光デジタル端子据え置き、Serial ATA 3対応[1]。
  - 標準搭載のHDDは通常版PS4と同じSATA 2規格のHDDであり、SATA3で余剰な性能を確保している。SATA3を発揮するのはSSD等の高速なストレージに交換した場合に限られる[145]。
- 4K対応ストリーミングビデオ対応(ただし、PS4の仕様上ドルビーアトモスのストリーミング再生は非対応でLPCM 7.1chまで）
- CPU 1.6GHzから2.1GHzへ拡張
- GPU 1.84TFLOPSから4.20TFLOPSへ拡張、CU（コンピュートユニット）18基から36基へ拡張
- メインメモリ GDDR5 帯域が176GB/secから218GB/secへ拡張
- サブメモリ DDR3 256MBから1GBへ拡張
- リモートプレイの1080p対応（PS4 Pro系ではない既存機種では、通信速度のスペックの都合から720pまでの対応だった。）
- 2017年3月9日配信のシステムソフトウェアVer.4.50で、PS4 Pro対応アップデートをしていない従来のPS4用ソフトでもフレームレートの向上やロード時間の短縮といった恩恵が得られる「ブーストモード」が追加された[146]。2018年3月8日配信のシステムソフトウェアVer.5.50では、4K解像度対応のソフトの一部がフルHD等の4K未満の解像度のテレビに出力する際に画質が向上する「スーパーサンプリングモード」が追加された[147]。

CUH-7100では重量が約3.3 kgから約3.2 kgに軽量化した。
CUH-7200では消費電力が最大310 Wから最大300 Wに減少した。
| 型番         | 名称                       | 発売日         |
| ------------ | -------------------------- | -------------- |
| CUH-7000BB01 | ジェット・ブラック 1TB     | 2016年11月10日 |
| CUH-7000BB02 | グレイシャー・ホワイト 1TB | 2017年9月6日   |
| CUH-7100BB01 | ジェット・ブラック 1TB     | 2017年10月2日  |
| CUH-7100BB02 | グレイシャー・ホワイト 1TB | 2018年3月8日   |
| CUH-7200BB01 | ジェット・ブラック 1TB     | 2018年9月18日  |
| CUH-7200BB02 | グレイシャー・ホワイト 1TB | 2018年10月12日 |
| CUH-7200CB01 | ジェット・ブラック 2TB     | 2018年11月21日 |

| 型番            | 名称                                                                       | 発売日         | 備考 |
| --------------- | -------------------------------------------------------------------------- | -------------- | ---- |
| CUHJ-10019      | Star Wars Battlefront II Limited Edition                                   | 2017年11月14日 |      |
| CUHJ-10020      | MONSTER HUNTER: WORLD LIOLAEUS EDITION                                     | 2017年12月7日  |      |
| CUHJ-10021      | ゴッド・オブ・ウォー リミテッドエディション                                | 2018年4月20日  |      |
| CUHJ-10024      | PlayStation VR Days of Play Special Pack                                   | 2018年6月8日   |      |
| CUH-7100BA50    | 500 Million Limited Edition                                                | 2018年8月24日  |      |
| CUHJ-10025      | KINGDOM HEARTS III LIMITED EDITION                                         | 2019年1月25日  |      |
| CUHJ-10027      | Marvel’s Spider-Man Limited Edition                                        | 2018年9月7日   |      |
| CUHJ-10028      | レッド・デッド・リデンプション2 パック                                     | 2018年10月26日 |      |
| CUHJ-10029      | PlayStation VR Days of Play Pack 2TB                                       | 2019年6月7日   |      |
| CUHJ-10032      | モンスターハンターワールド：アイスボーン マスターエディション Starter Pack | 2019年9月6日   |      |
| CUH-7200BB02/PR | ペルソナ５ ザ・ロイヤル Limited Edition                                    | 2019年10月31日 |      |
| CUHJ-10033      | DEATH STRANDING LIMITED EDITION                                            | 2019年11月8日  |      |
| CUHJ-10034      | The Last of Us Part II LIMITED EDITION                                     | 2020年6月19日  |      |
| CUHJ-10036      | FINAL FANTASY VII REMAKE Pack                                              | 2020年4月10日  |      |

### 互換機
- PlayStation 5（CFI-1000A01）とDualSenseのコントローラ

ソニー・インタラクティブエンタテインメントが2020年に発売した家庭用ゲーム機PlayStation 5は本機と互換性を持つ。

## 周辺機器
PlayStation 5で使用することも可能で、一部の非対応品を除きほとんどが対応している。
| 型番                  | 名称                                        | 発売日         | 備考 |
| --------------------- | ------------------------------------------- | -------------- | --- |
| CUH-ZAC1              | PlayStation VR ACアダプター                 | 2016年10月13日 | PlayStation VRに同梱。単体販売はない。 |
| CUH-ZCT1J             | ワイヤレスコントローラ (DUALSHOCK 4)        | 2014年2月22日  | CUH-1000シリーズ本体に1つ同梱。Bluetooth接続のみ対応。二本指まで検知可能なタッチパッドを採用。CUH-2000系の発売に伴い新型に切り替わり、持っているプレイヤーがライトバーの色を確認できる、USBによる有線接続に対応といった性能の違いが存在する。このコントローラーを踏襲したPS公式ライセンス取得モデルもある。 |
| CUH-ZCT2J             | ワイヤレスコントローラ (DUALSHOCK 4)        | 2016年9月15日  | 本体に1つ同梱。Bluetooth接続、有線接続に対応。 |
| CUH-ZDC1J             | DUALSHOCK 4 充電スタンド                    | 2014年2月22日  | DUALSHOCK 4を充電するためのスタンド。この純正周辺機器を使用する場合のみ、DUALSHOCK 4の充電端子を使用。ACアダプターはADP-10MR A（PS Vita TVと共用のPDEL-100）を用いる。 |
| CUH-ZEY1J             | PlayStation Camera                          | 2014年2月22日  | 旧称：PlayStation 4 Eye。PlayStation VRには必須。 |
| CUH-ZEY2J             | PlayStation Camera                          | 2016年9月15日  | 従来品に比べて小型化し、スタンドが付属。 |
| CUH-ZST1J             | 縦置きスタンド                              | 2014年2月22日  | CUH-1000シリーズ用。二本のゴム足の中の中に内蔵されたハンドルを回すことで物理的に本体を固定。廃熱口付き。 |
| CUH-ZST2J             | 縦置きスタンド                              | 2016年9月15日  | CUH-2000シリーズ／CUH-7000シリーズ用。一台の本体に二枚のプラスチックパネルを使用して固定。 |
| CUH-ZVR1              | PlayStation VR                              | 2016年10月13日 | バーチャルリアリティに対応した、PlayStation Cameraと組み合わせて使用するヘッドマウントディスプレイ（バーチャルリアリティシステム）。「PS VR Aim Controller」というガン型コントローラーもある。 |
| CUH-ZVR2              | PlayStation VR                              | 2017年10月14日 | HDR映像のパススルーに対応。本体の利便性が向上。 |
| CUH-ZWA1J             | DUALSHOCK 4 USBワイヤレスアダプター         | 2016年9月6日   | DUALSHOCK 4をPCと無線接続するためのアダプター。 |
| CUHJ-15000            | ハイスピードHDMIケーブル                    | 2014年9月25日  | HDMIのバージョンはver2.0bに該当。 4K60Hz、Blu-ray 3D、HDR10バイパスに対応 |
| CUHJ-15001            | ワイヤレスサラウンドヘッドセット            | 2015年12月3日  | ワイヤレスアダプタ同梱。 |
| CUHJ-15002            | ハイスピードHDMIケーブル                    | 2015年11月16日 | 長さが2.0mに変更（CUHJ-15001は1m） |
| CUHJ-15004            | nasne（ナスネ）                             | 2016年12月8日  | 1TBモデル。ACアダプターはCECH-ZAC3J |
| CUHJ-15005            | プレミアムワイヤレスサラウンドヘッドセット  | 2017年1月19日  | ワイヤレスアダプタ同梱。 |
| CUHJ-15006            | PlayStation VR シューティングコントローラ   | 2017年6月22日  | |
| CUHJ-15007            | ワイヤレスサラウンドヘッドセット            | 2018年3月8日   | ワイヤレスアダプタ同梱。軽量化。折りたためなくなった。 |
| CUHJ-15010 CUHJ-15011 | DUALSHOCK 4 Days of Play Special Pack       | 2018年6月8日   | DUALSHOCK 4（CUH-ZCT2J）と充電スタンドのセット |
| CUHJ-15017            | DUALSHOCK 4背面ボタンアタッチメント         | 2020年1月16日  | DUALSHOCK 4の背面にボタンを追加するアタッチメント |
| CUHJ-16001            | PlayStation VR PlayStation Camera同梱版     | 2016年10月13日 | PlayStation VR（CUH-ZVR1）とPlayStation Camera（CUH-ZEY2J）のセット |
| CUHJ-16003            | PlayStation VR PlayStation Camera同梱版     | 2017年10月14日 | PlayStation VR（CUH-ZVR2）とPlayStation Camera（CUH-ZEY2J）のセット |
| CUHJ-16004            | PlayStation VR Days of Play Special Pack    | 2018年6月8日   | PlayStation VR（CUH-ZVR2）とPlayStation Camera（CUH-ZEY2J）とモーションコントローラ（CECH-ZCM2J）2つのセット |
| CUHJ-16005            | PlayStation VR エキサイティングパック       | 2018年9月13日  | PlayStation VR（CUH-ZVR2）とPlayStation Camera（CUH-ZEY2J）とモーションコントローラ（CECH-ZCM2J）2つのセット |
| CUHJ-16007            | PlayStation VR Special Offer                | 2018年12月6日  | PlayStation VR（CUH-ZVR2）とPlayStation Camera（CUH-ZEY2J）のセット |
| CUHJ-16011            | PlayStation VR Special Offer                | 2020年6月3日   | PlayStation VR（CUH-ZVR2）とPlayStation Camera（CUH-ZEY2J）と『PlayStation VR WORLDS』パッケージ版のセット |
| CECH-ZCC1J            | PlayStation Move 充電スタンド               | 2010年10月21日 | PlayStation Moveを充電するためのスタンド。ACアダプターはCECH-ZAC2（PSP-380で代用可能） |
| CECH-ZCM1JY           | PlayStation Move モーションコントローラ     | 2016年10月13日 | PS3と共用。PS4のオプションのPlayStation Cameraと組み合わせて使用する。PS4の標準コントローラであるDUALSHOCK 4はモーションコントローラーの光るタマと同じ役割の「ライトバー」を搭載するため、PlayStation CameraはDUALSHOCK 4の位置も認識できるが、ソニーワールドワイドスタジオヨーロッパのMichael Denny副社長は、「PlayStation Moveの全ての機能と一緒というわけではない」とし、その理由として「Moveコントローラーは多くの動きを検知するために自由に設計できたから」と語っている。なお、DUALSHOCK 4とはUSB端子の形状が違うため、充電用ケーブルの共用はできない。そのためPlayStation VR発売時に再発売された新パッケージ（CECH-ZCM1JY）にはDUALSHOCK 3仕様の充電ケーブルが追加された。 |
| CECH-ZCM2J            | PlayStation Move モーションコントローラ     | 2017年11月1日  | PS3非対応。端子がMini BからMicro Bに変更され、大幅な仕様とデザインの変更。 |
| CECH-ZCS1J            | PlayStation Move ナビゲーションコントローラ | 2010年10月21日 | PS3と共用。 |
| CEJH-15019            | PlayStation Move レーシングホイール         | 2013年1月17日  | モーションコントローラに取り付ける事でハンドルのように扱える装着部品。PS3と共用。 |
| HBC-CV01              | HDDベイカバー                               | 2015年11月6日  | ソニーストア限定。CUH-1000シリーズ用 カラーバリエーション全7色 |
| HBC-CV01              | HDDベイカバー                               | 2015年11月13日 | ソニーストア限定。CUH-1000シリーズ用 ゴールド/シルバー |
| TOPC                  | トップカバー                                |                | ソニーストア限定。CUH-2000シリーズ用 |

## ソフトウェア

### ゲームソフト
ゲームソフト再生においては、地域判定せずにリージョンフリーの扱いをしているが、公式サイトのFAQによれば、各ソフトウェア会社の判断でリージョンロックがかけられる場合があることが示唆されているが、実際にかけられた例はない。
また本機ではインディーゲームタイトルもPlayStation Storeで流通している。インディーゲームのデベロッパーはパブリッシャーとして扱われ、大手パブリッシャーと同等の扱いである。発売日の自由、プロモーション、オープンドア・ポリシー、審査の簡略、の4つがPS4におけるインディーゲームにおける方針となる。
なお本機においてはPS4用ソフトだけではなく、PS1やPS2のソフトの一部は「PlayStation Plus （プレミアム）」、PS3ソフトの一部はクラウドゲーミング技術による実装の「PlayStation Now」などで遊ぶことができる。
ディスクケースはPS3のブルーレイディスク式のジャケットから変更され、ディスクケースの両面において全面的に用紙を挟めるようになった。
PS4のソフトには容量制限が存在し、50GBを超えるソフト(ROM一枚分)を作ることは出来ない。このため、一部ソフトでは、追加コンテンツ機能を利用し、追加コンテンツにゲームのデータを格納することで容量制限を回避する策が取られたことがある。また、レッドデッドリデンプション2などのように複数ディスクによるデータインストールを強制する作品も存在。

#### 中古ディスクの扱い
PS4では中古ディスクも制限なく起動する。PS4の発表前、海外では「次世代PlayStationでは中古ソフトが制限される」という噂が流布していた。これはXBOX ONEの、2013年6月当初のゲームのオンライン認証に関するDRM方針の発表が発端となった。また、ソニーが取得していた特許によって本機がアクティベーション対応になり、「中古ソフトでのプレイ」や「ソフトの貸し借りによるプレイ」が不可になるのではないかとも指摘されていた。これについて2013年2月にSCEワールドワイドスタジオの吉田修平プレジデントは「『ゲームのディスクを買って、他の人が持っているPS4で動かせるのか』と聞かれれば、「動きます」と答えた。しかしDRMによる中古ソフト制限の噂は止まず、PS4で中古ソフトの制限を行わないことを求めて吉田をはじめとするSCEやゲーム業界関係者のTwitterアカウントに対しメッセージを送る運動がインターネットフォーラムのNeoGAFで提起され、実行に移された。
2013年6月のE3におけるSCEのプレスカンファレンスでは、中古ソフトの制限がPS4では行われないと改めて発表され、会場の聴衆から大歓声が起こった。また、SCEは中古ゲームの説明ビデオと称する動画をインターネット上で公開した。吉田によれば、中古ソフトの扱いについて以前からPS3と同じ方針であり、中古ソフトに関するポリシーにも余り迷いは無かったが、大事になってしまったので、冗談半分ながら急遽説明ビデオを作成したという。
ただし、近年のコール・オブ・デューティシリーズ(MWII以降)などのように、ディスク内にゲームデータを一切封入していない場合や、ファイナルファンタジーXIVのようなオンラインが前提のゲームでは、事実上オンライン認証がなければディスク版でもプレイ不可能となるケースもある。また、PS4に内蔵された内蔵コイン電池はトロフィーの不正取得の検知や現在時刻同期に使用されているが、2021年のOSまでは内蔵電池が切れるとインターネットに接続しない場合、ほぼすべてのゲーム・アプリケーションが一切起動できなくなる問題があった。

### 配信アプリ
| 配信日         | タイトル                                                               | 発売元                                                          | 販売方式 | 備考                           |
| -------------- | ---------------------------------------------------------------------- | --------------------------------------------------------------- | -------- | ------------------------------ |
| 2014年04月30日 | SHAREfactory                                                           | ソニー・コンピュータエンタテインメント                          | 無料     | [ 169 ]                        |
| 2014年06月10日 | torne PlayStation 4                                                    | ソニー・コンピュータエンタテインメント                          | 無料     | 要nasne                        |
| 2014年09月16日 | PlayMemories Online                                                    | ソニー                                                          | 無料     | [ 171 ]                        |
| 2014年09月17日 | 初音ミク「マジカルミライ 2014」PlayStation Plus リミテッドシアター     | ソニー・コンピュータエンタテインメント                          | 無料     | 期間限定配信                   |
| 2014年10月07日 | MLB.TV                                                                 | MLB Advanced Media, L.P.                                        | 無料     | サービスは有料                 |
| 2014年10月28日 | YouTube                                                                | Google                                                          | 無料     | [ 174 ]                        |
| 2014年12月11日 | NBA Game Time                                                          | ソニー・ネットワークエンタテインメントインターナショナル        | 無料     | サービスは有料                 |
| 2015年03月25日 | アニマックス PLUS                                                      | アニマックスブロードキャスト・ジャパン                          | 無料     |                                |
| 2015年04月01日 | Hulu                                                                   | フールージャパン                                                | 無料     | サービスは有料                 |
| 2015年06月16日 | メディアプレーヤー                                                     | ソニー・コンピュータエンタテインメント                          | 無料     |                                |
| 2015年06月22日 | BRAVIA TV Player                                                       | ソニー                                                          | 無料     | BRAVIA専用アプリ               |
| 2015年08月31日 | Netflix                                                                | ネットフリックス                                                | 無料     | サービスは有料                 |
| 2015年09月17日 | BEFORE THE FALL: FINAL FANTASY XIV Original Soundtrack PS Plus Edition | ソニー・コンピュータエンタテインメント                          | 無料     | PS Plus加入者限定 期間限定配信 |
| 2015年09月24日 | Amazonプライム・ビデオ                                                 | アマゾン・ドット・コム インターナショナル セールス インク       | 無料     |                                |
| 2015年10月01日 | DMM.com                                                                | DMM.com                                                         | 無料     | サービスは有料                 |
| 2015年11月18日 | FINAL FANTASY XI Priceless Remembrance PS Plus Edition                 | ソニー・コンピュータエンタテインメント                          | 無料     | PS Plus加入者限定 期間限定配信 |
| 2015年11月27日 | Twitch                                                                 | Twitch Interactive                                              | 無料     |                                |
| 2016年02月25日 | WWEネットワーク                                                        | WWE                                                             | 無料     | サービスは有料                 |
| 2016年05月13日 | HeadSetCompanionApp                                                    | ソニー・コンピュータエンタテインメント                          | 無料     |                                |
| 2016年09月29日 | PlayStation Music feat. Spotify                                        | Spotify                                                         | 無料     |                                |
| 2017年08月08日 | DAZN                                                                   | パフォーム・グループ                                            | 無料     | サービスは有料                 |
| 2017年08月29日 | U-NEXT                                                                 | U-NEXT                                                          | 無料     |                                |
| 2017年11月21日 | Red Bull TV                                                            | Red Bull Media House                                            | 無料     |                                |
| 2018年02月14日 | Rakuten TV                                                             | 楽天                                                            | 無料     |                                |
| 2018年09月20日 | Tennis TV                                                              | Tennis Properties                                               | 無料     |                                |
| 2018年10月24日 | NBA                                                                    | NBA                                                             | 無料     |                                |
| 2019年10月03日 | NBA Rakuten                                                            | 楽天                                                            | 無料     |                                |
| 2021年 6月22日 | dアニメストア                                                          | ドコモ・アニメストア                                            | 無料     |                                |
| 2021年10月27日 | Disney+                                                                | ディズニー・メディア&エンターテイメント・ディストリビューション | 無料     |                                |

## キャッチコピー
- 世界が、遊びでひとつになる。
- play & peace
- GREATNESS AWAITS[177]
- THIS IS FOR THE PLAYERS[178]
- THE BEST PLACE TO PLAY[179]
- 役者はそろった。
- できないことが、できるって、最高だ。
- さあ、行こう。最高の遊び場へ。

## 初期不良
初期出荷台数の0.4%以下で「Blue Light of Death」と呼ばれる症状など、初期不良と推測されるトラブルの発生が報告された。